# بلاذر صغير
بلاذر صغير (الاسم العلمي: Anacardium nanum) هو نوع من النباتات يتبع جنس البلاذر من فصيلة البلاذرية.